# 渡辺みえこ
渡辺 みえこ（わたなべ みえこ、1943年(昭和18年) - ）は、日本の詩人、画家、評論家。
東京深川区（現深川）生まれ。慶應義塾大学文学部美学美術史学専攻卒業。武蔵野美術大学油絵専攻卒業。横浜国立大学大学院修士課程修了。1997年『女のいない死の楽園　供犠の身体　三島由紀夫』で第1回女性文化賞受賞。油絵では、1967年新世紀美術協会奨励賞。1980年新世紀美術協会文房堂賞。参加詩誌に「にゅくす」「言葉の会」「ぐるうぷ・ふみ」「舟」「青い花」。現在「歴程」「いのちの篭」同人。日本現代詩人会、日本詩人クラブ、日本美術家連盟会員。
三島由紀夫の女性嫌悪、村上春樹の『ノルウェイの森』におけるレズビアンに対する差別的な描き方を批判した。

## 著書
- 『女のいない死の楽園 供犠の身体・三島由紀夫』パンドラ、1997
- 『女ひとり漂泊のインド 恵みの岸辺ヴァーラーナスィー』彩流社、1999
- 『声のない部屋 詩集』思潮社、2000
- 『水の家系 詩集』南風プレス、2002
- 『語り得ぬもの:村上春樹の女性(レズビアン)表象』御茶の水書房、2009
- 『その日と分かっていたらフクシマのまほちゃん 詩集』七月堂、2011
- 『空の水没』思潮社、2013

翻訳
- シカゴ大学出版局編『ウーマンラヴィング レズビアン論創成に向けて』共訳 現代書館、1990

## 参考
- [ISBN 978-4-275-00839-8]